# Cathédrale Saint-Jean de Chiayi

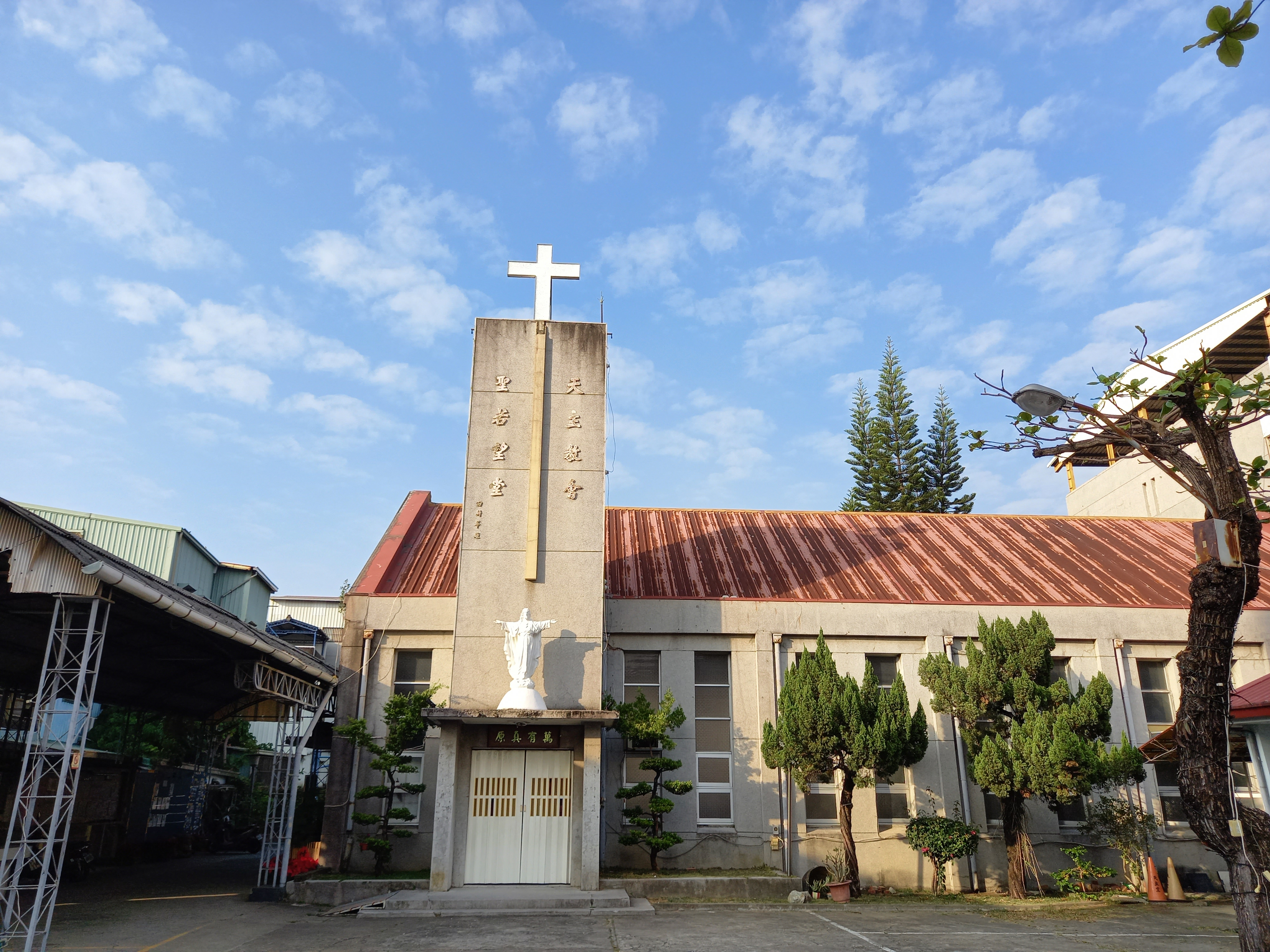

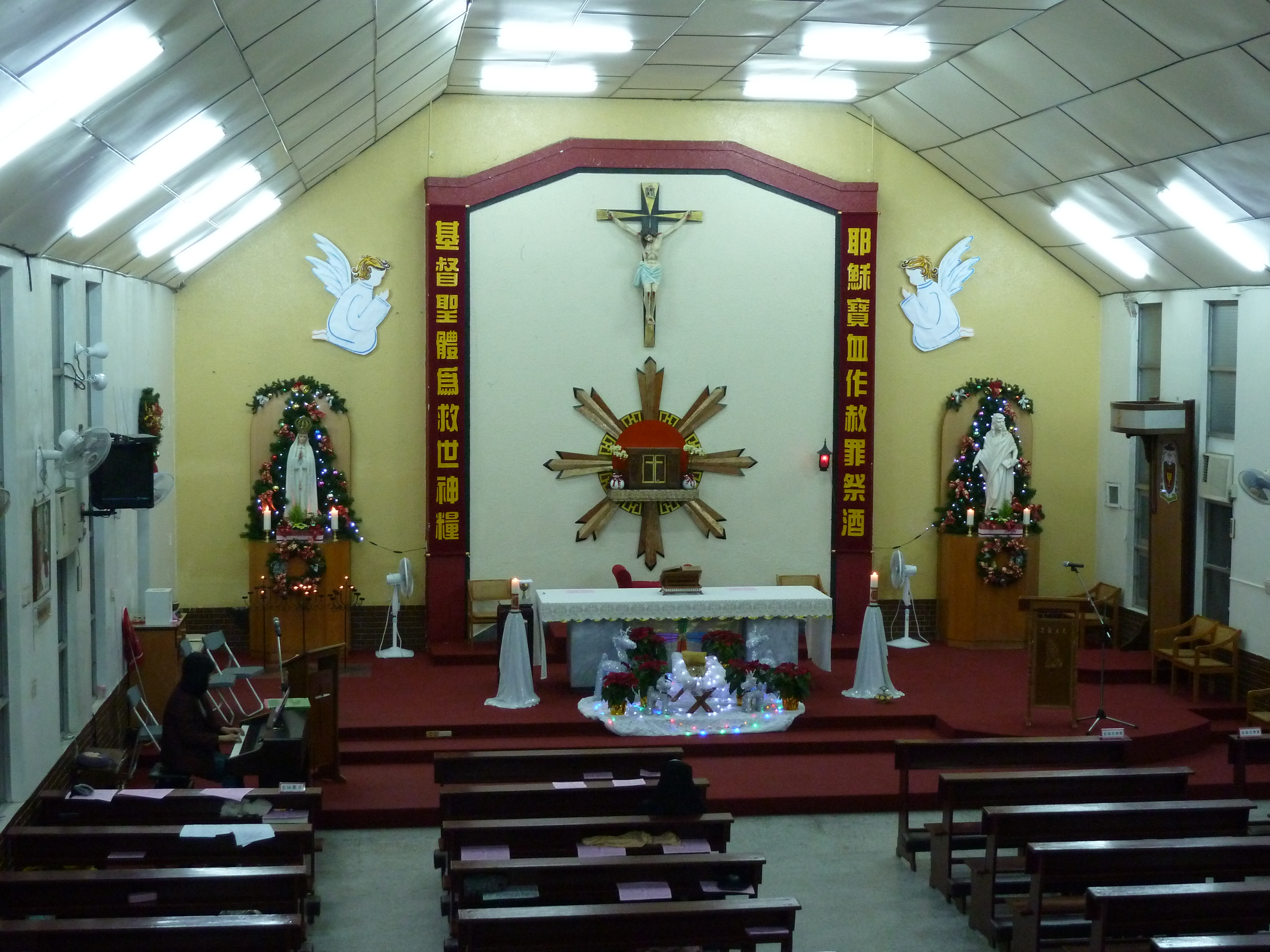
Intérieur de la cathédrale.

La Cathédrale Saint-Jean, (聖若望主教座堂) est une cathédrale catholique située à Chiayi à Taïwan.
Ce petit édifice moderne a été construit entre 1957 et 1958. C'est l'église-mère du diocèse de Chiayi ou Kiayi (Dioecesis Kiayiensis ; 天主教嘉義教區) qui fut élevée au rang de cathédrale en 1962, lorsque le diocèse a été érigé en 1962 par la bulle Cum Apostolica de Jean XXIII.
Elle est sous la responsabilité pastorale de Mgr Thomas Chung An-zu. Elle a été rénovée plusieurs fois, notamment après le tremblement de terre de 1964 et plusieurs inondations, ainsi qu'un petit incendie en 1997[réf. souhaitée].